# Feldkapelle (Achsenried)

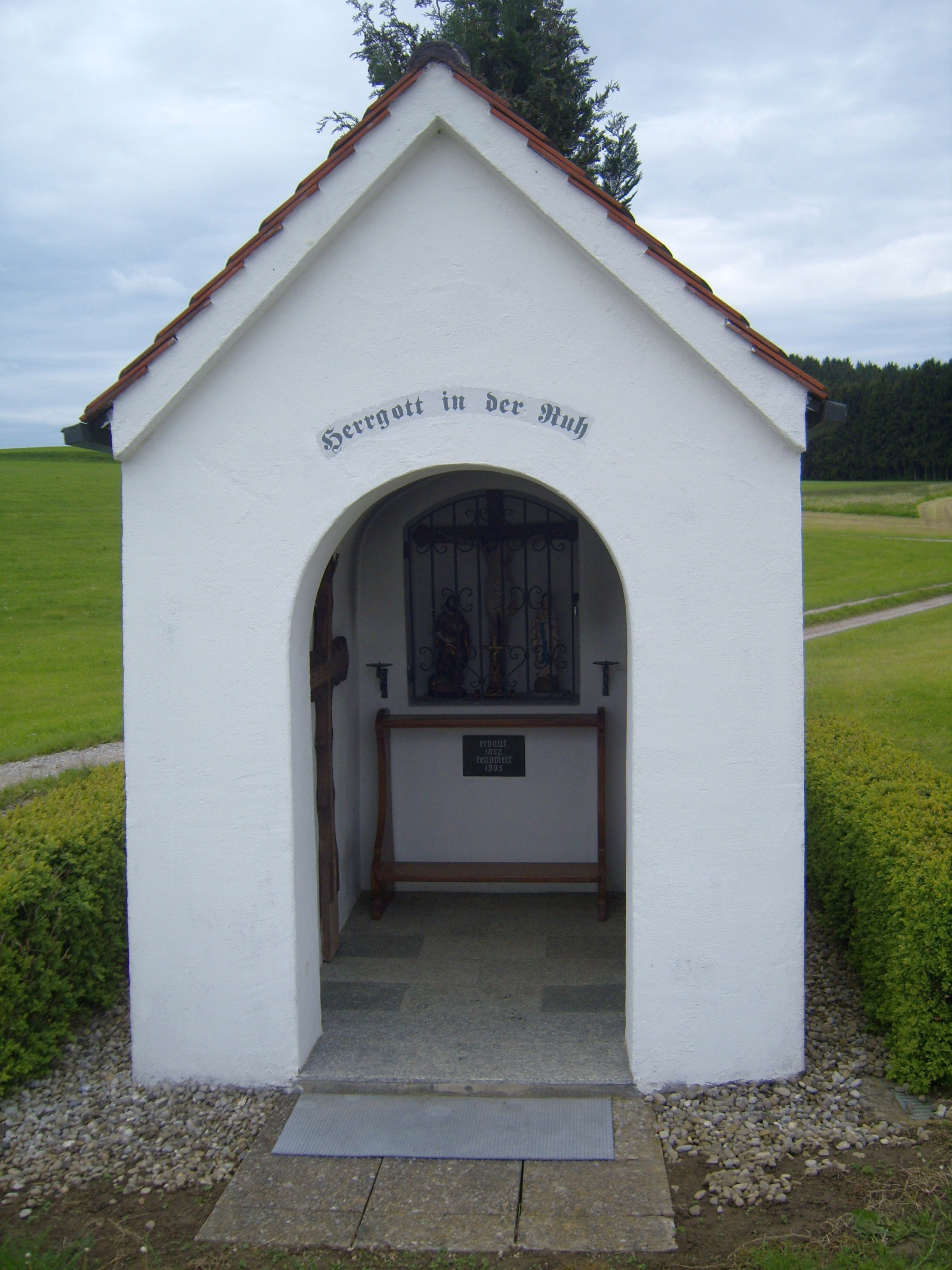
Feldkapelle in Achsenried, 1852

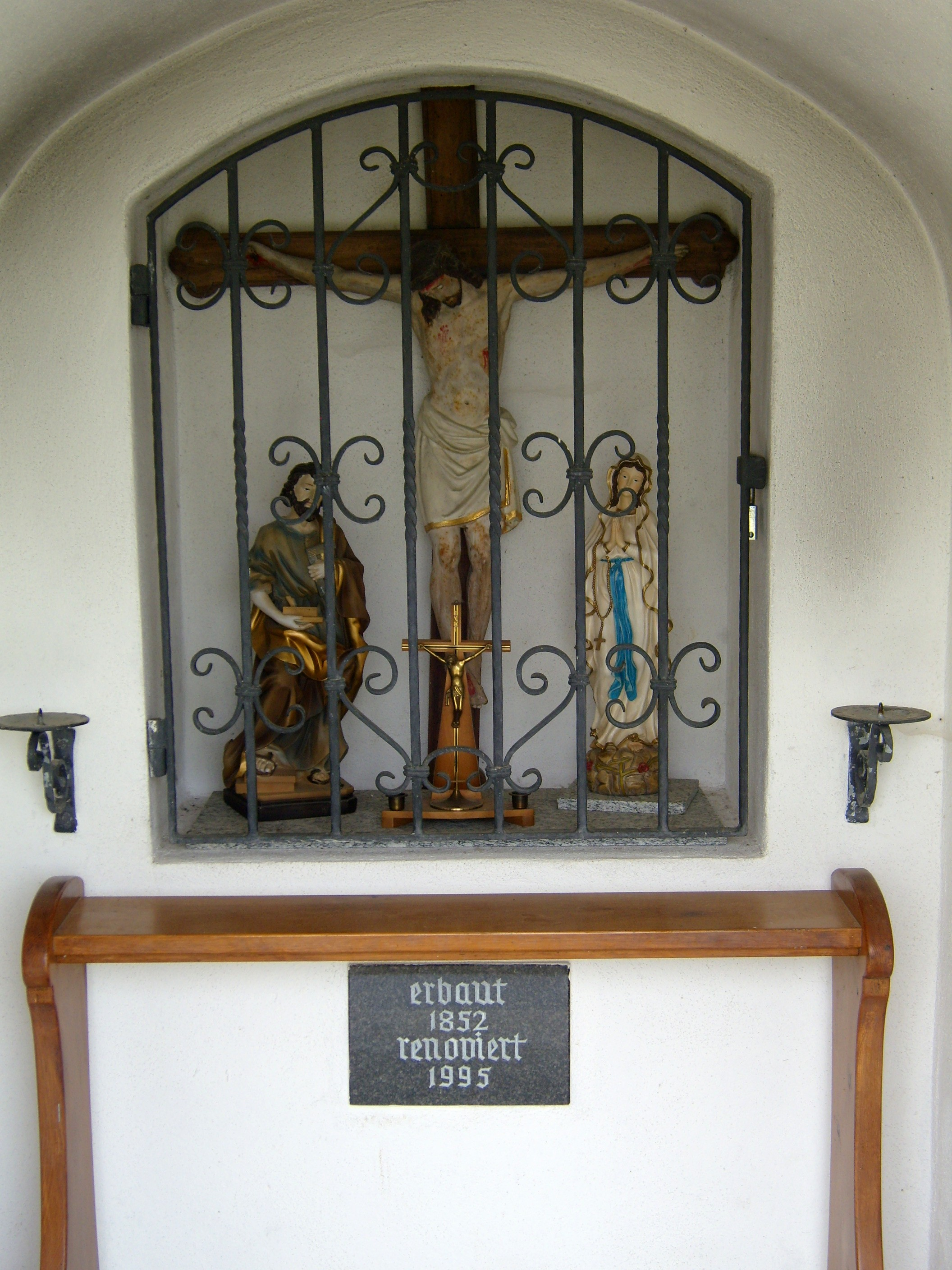
Innenansicht der Feldkapelle in Achsenried

Die Feldkapelle im oberschwäbischen Achsenried, einem Ortsteil von Breitenbrunn im Landkreis Unterallgäu in Bayern, ist eine unter Denkmalschutz stehende Kapelle.  Sie steht unweit westlich des Weilers an der Straße nach Fürbuch. An der Stelle einer älteren entstand die heutige Kapelle 1852 durch den Maurergesellen Johann Huber aus Fürbuch. Der Rechteckbau hat einen korbbogigen Eingang, ein Gesims an den Giebelschrägen und ein Satteldach. Der Innenraum ist tonnengewölbt und besitzt eine gewölbte Nische mit einem neueren Bild. An den Seitenwänden befinden sich beschriftete hölzerne Missionskreuze mit maßwerkartigen, geschweiften Armen. Sie erinnern an die Missionen in Krumbach 1858 und Bedernau 1870.